# Мамакаев, Арби Шамсуддинович
Арби́ Шамсудди́нович Мамака́ев (Мамакаев Ӏарби Шамсудди кӏант; 2 декабря 1918, Надтеречное, Терская область — 24 августа 1958, Мескеты, Чечено-Ингушская АССР) — чеченский советский писатель, переводчик, считается одним из основоположников и классиком чеченской литературы.

## Биография
Арби Мамакаев родился 2 декабря 1918 года в селе Нижний Наур. Его отец, Шамсуддин Мамакаев окончил Грозненское реальное училище, был учителем в селе Нижний Наур и в калмыцкой школе в селе Терекли-Мектеб. В июле 1917 года был избран секретарем исполкома Совета Чечни (Чеченского комитета). Во время Гражданской войны сражался в красно-партизанском отряде, был начальником рабоче-крестьянской красной милиции Надтеречного округа Терской области. Погиб в 1921 году.
После гибели отца воспитывался в детдоме в селе Серноводском, затем учился на рабфаке.
В 1930-е годы начал работать в газете «Ленинский путь» и на радио, поступил учиться на курсы драматургов.
Первые стихи Арби Мамакаева были опубликованы в 1934 году. Первый сборник «Волны Терека» вышел в 1940 году. Одним из наиболее известных произведений поэта является поэма «Аслага и Селихат».
В 1941 году по доносу арестован первый раз по обвинению в контрреволюционной деятельности, провел в тюрьме полгода, но его вина доказана не была. После освобождения из тюрьмы работал старшим консультантом Союза писателей Чечено-Ингушетии. В это время на сцене Чечено-Ингушского драматического театра были поставлены его пьесы «Гнев» и «Разведка».
Однако вскоре, высказавшись против переселения народов Северного Кавказа, снова был арестован. Последовала ссылка в Магадан, продолжавшаяся до 1956 года. В сохранившемся наследии поэта нет стихотворений за годы ссылки.
Из ссылки поэт вернулся в Казахстан, где жила его семья. Стал работать в редакции газеты «Знамя труда».
В 1957 году Чечено-Ингушетия была восстановлена и Арби Мамакаев вернулся на родину. Также его восстановили в партии и в должности старшего консультанта в Союзе писателей, однако он отказался брать партбилет, что осложнило последний год его жизни.
В 1958 году поэт умер в доме своего друга, народного писателя Чечни Абузара Айдамирова.

## Творчество
Автор пьес «Гнев», «Разведка», «Матрос Майрбек», «Повесть», «В родной аул» и ряда других. Многие его стихи стали классикой чеченской литературы. На эти стихи написан целый ряд песен, которые популярны до сих пор. Активно занимался переводом произведений русской литературы на чеченский язык. В частности, он первым перевёл лирику Михаила Лермонтова: «Ангел», «Казачья колыбельная», «Горные вершины», «Прощай, немытая Россия» и др.

## Память
В 1989 году в селе Надтеречном Чеченской Республики открыт Литературно-мемориальный музей Арби Мамакаева. Музей создан по инициативе единственного сына Арби Мамакаева — Эдуарда Арбиевича Мамакаева, председателя правления Союза писателей Чечни, который сейчас является директором музея.
2 декабря 2008 года в селе Надтеречном открыт памятник Арби Мамакаеву.
Именем Арби Мамакаева названы улицы в Грозном и Автурах. В Грозном на доме № 1 по улице имени Арби Мамакаева установлена мемориальная доска с текстом на русском и чеченском языках:
Улица названа в честь классика чеченской литературы Мамакаева Арби Шамсудиновича (02.12.1918 — 26.08.1958).